# 君子兰
參數所指定的目標頁面不存在，建議更正成存在頁面或直接建立下列一個頁面（建立前請先搜尋是否有合適的存在頁面可以取代）：
- 君子蘭花

君子兰（學名：Clivia miniata）是石蒜科君子兰属多年生草本植物，也叫大花君子兰、达木兰，原产南非，发现于1850年代。

## 形态
多年生草本，根肉质。基生叶革质，多数宽条形，叶基部呈两列紧密互抱成鳞茎状。春夏开花，花葶直立，扁平，肉质，顶生伞形花序，花多数，外面带黄红色，内面下部带黄色。浆果紫红色。

## 君子兰在中国

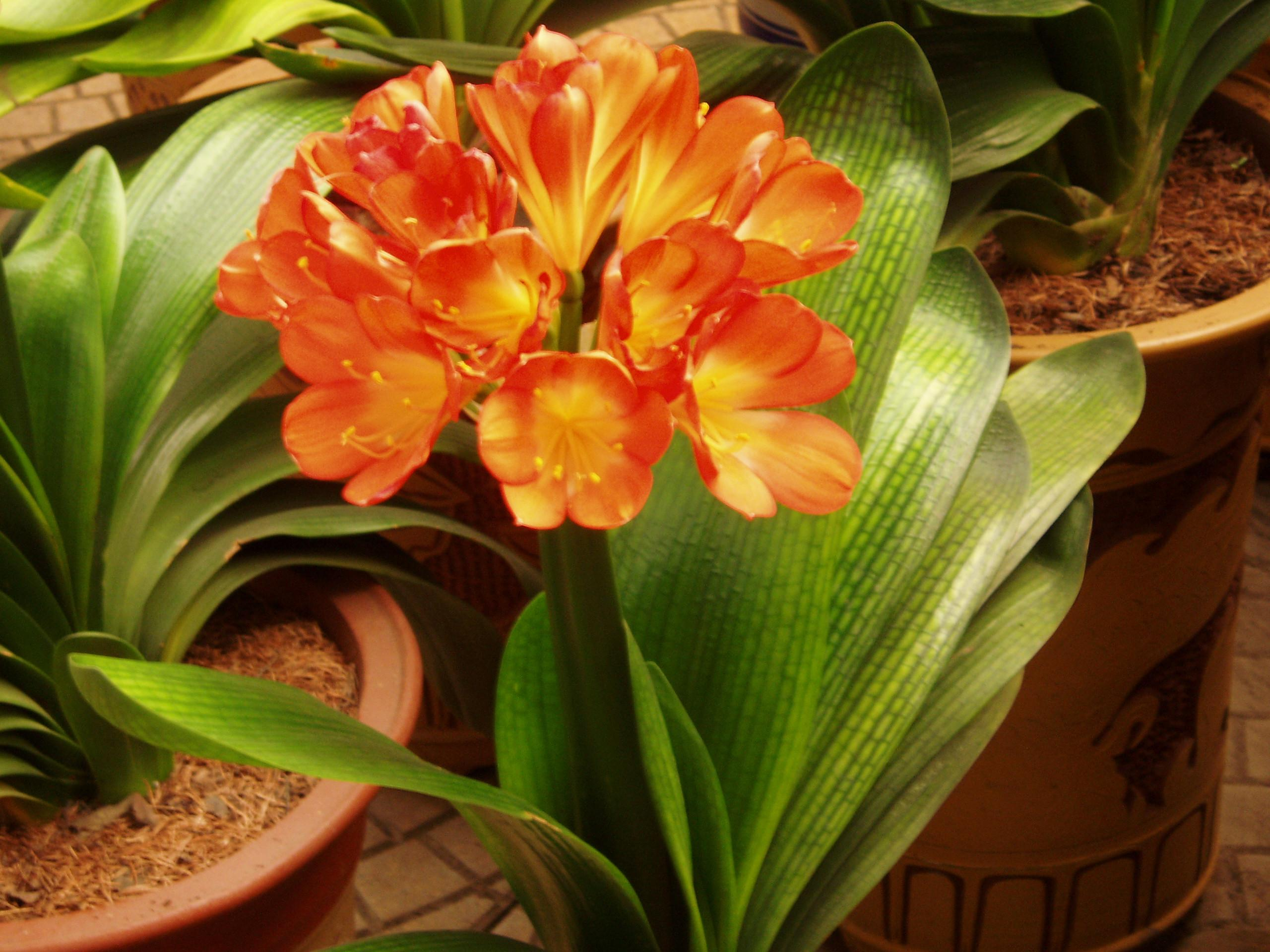
君子兰花与叶

君子兰是中国吉林省长春市的市花。1932年，君子兰由日本传入中国长春，开始只在满洲国宫廷和御花园中栽培。1945年日本战败后，君子兰从宫廷流入民间栽培。
中国近年来培植了160多个名贵的君子兰品种，是百姓家庭常见的花卉品种。花期三到四月。性喜温湿及半阴环境，不耐寒，壤土要求排水良好，有分株与播种两种繁殖方法。分株于3-4月进行，生长期多施追肥，夏季炎热多雨，一般不施肥。君子兰花期长，叶常绿，最宜室内盆栽观赏。

### 长春君子兰泡沫

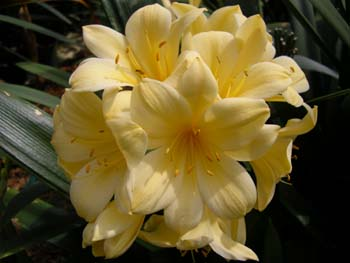
黄色品种

在20世纪八十年代初，长春市成为君子兰最大的集散地，當地政府認為君子兰能促進經濟發展，鼓勵市民種植君子兰，並將君子兰定为“市花”，這些措施導致君子兰在當地售價一度几十万人民幣。後來长春市政府规定公職人員禁止參與君子兰買賣行為，戳破了泡沫，君子兰售價回歸正常，很多养殖投资君子兰者瀕臨破产。